# Фобс Хил (Вашингтон)
Фобс Хил (енгл. Fobes Hill) насељено је место без административног статуса у америчкој савезној држави Вашингтон.

## Демографија
По попису из 2010. године број становника је 2.418.
| Група             | 2000.    | 2010.         |
| Белци             | 0 (0,0%) | 2.275 (94,1%) |
| Афроамериканци    | 0 (0,0%) | 6 (0,2%)      |
| Азијати           | 0 (0,0%) | 24 (1,0%)     |
| Хиспаноамериканци | 0 (0,0%) | 55 (2,3%)     |
| Укупно            | 0        | 2.418         |